# Krasnokamsk
Krasnokamsk (en ruso: Краснокамск)  es una ciudad del krai de Perm, en Rusia, centro administrativo del raión Krasnokamski. Está situada a 29 km al noroeste de Perm. Su población se eleva a 52 633 en 2008.
La ciudad está situada en los contrafuertes occidentales de los montes Urales, sobre la orilla derecha del río Kama, afluente del Volga.

## Historia
La ciudad fue fundada en 1929 en el entorno de una fábrica de pasta de papel y papel. El estatus de ciudad en 1938. en la década de 1930 se encontró petróleo en las inmediaciones, el cual está en explotación por la empresa Krasnokamskneft.

## Demografía
| 1939   | 1959   | 1970   | 1979   | 1989   | 2002   | 2008   |
| ------ | ------ | ------ | ------ | ------ | ------ | ------ |
| 30 000 | 54 700 | 55 100 | 56 200 | 57 700 | 56 200 | 52 633 |

## Economía
La principal empresa de la ciudad es el complejo Kamski Chelliulozno-Boumajny Kombinat o KTsBK (en ruso: Камский целлюлозно-бумажный комбинат, КЦБК): un complejo fabricante de pasta de papel y papel en servicio desde 1936. En aquella época era la fábrica más grande de Europa.
Existen también fábricas del sector metalúrgico, químico y agroalimentario, así como una central térmica.
Krasnokamsk está conectada por un ramal de la línea ferroviaria Transiberiana que pasa algunos kilómetros al norte.

## Nacidos en Krasnokamsk
- Olga Vladykina-Bryzgina (1963), atleta.